# Buddy Swan
Paul Benjamin Swan (* 24. Oktober 1929 in Los Angeles, Kalifornien; † 21. März 1993 in Colorado Springs, Colorado) war ein US-amerikanischer Schauspieler.

## Leben
Paul Benjamin Swan wurde in Los Angeles als Sohn von Paul K. Swan und Ruth McFarlane geboren. Mit elf Jahren spielte er seine erste Filmrolle als Nebendarsteller im Monogram-Pictures-Streifen Haunted House unter Regie von Robert F. McGowan. Für seine folgende Laufbahn als Kinderdarsteller trat er unter dem Künstlernamen „Buddy“ Swan auf. Bekannt ist er heute fast ausschließlich durch seinen Auftritt im Filmklassiker Citizen Kane, wo er die von Orson Welles dargestellte Titelfigur Charles Foster Kane als Kind verkörpert. Nach Citizen Kane zog es ihn mit seinen Eltern an den Broadway nach New York, wo er zwischen 1942 und 1943 in den Stücken Mr. Sycamore und You'll See Stars spielte. Anschließend kehrte Swan nach Hollywood zurück und spielte dort in den folgenden Jahren vor allem kleinere Nebenrollen. Der große Durchbruch gelang ihm nicht, sodass er sich mit Mitte Zwanzig aus dem Filmgeschäft zurückzog.
Swan besuchte die Stanford University und die University of Southern California, bei letzterer machte er auch seinen Abschluss. Während des Koreakrieges flog er als Pilot für die US-Streitkräfte und erreichte den Rang eines Lieutenant Commander. Für über 20 Jahre arbeitete Swan als Schadensachbearbeiter für eine Versicherungsfirma. Mit seiner Frau Donna war er von 1963 bis zu seinem Tod verheiratet, sie hatten zwei Kinder.

## Filmografie
- 1940: Haunted House
- 1940: The Ape
- 1941: Citizen Kane
- 1944: Fünf Helden (The Fighting Sullivans)
- 1944: Das siebte Kreuz (The Seventh Cross)
- 1944: The Soul of a Monster
- 1944: Sweet and Low-Down
- 1944: Strange Affair
- 1945: Der Engel mit der Trompete (The Horn Blows at Midnight)
- 1945: Scared Stiff
- 1946: Centennial Summer
- 1946: Gallant Journey
- 1948: Command Decision
- 1949: Unerschütterliche Liebe (Shockproof)
- 1949: Roaring Westward
- 1949: Prejudice
- 1950: What Happened to Jo Jo?
- 1950: Military Academy with That Tenth Avenue Gang
- 1950: Destination Murder
- 1950: A Modern Marriage
- 1952: Korea (One Minute to Zero)
- 1953: Schlitz Playhouse of Stars (Fernsehserie, eine Folge)